# Tegaltaman
Tegaltaman is een bestuurslaag in het regentschap Indramayu van de provincie West-Java, Indonesië. Tegaltaman telt 5860 inwoners (volkstelling 2010).